# Peder Marcussen
Peder Andreas Marinus Marcussen (ur. 26 listopada 1894 w Guldager, zm. 16 grudnia 1972 w Esbjergu) – duński gimnastyk, medalista olimpijski.
W 1920 r. reprezentował barwy Danii na letnich igrzyskach olimpijskich w Antwerpii, zdobywając złoty medal w ćwiczeniach wolnych drużynowo.